# Massive Assault
Massive Assault (укр. Масова атака) — покрокова воєнна відеогра 2003 року від компанії Wargaming. Незважаючи на 3D-графіку, гра схожа на настільні воєнні ігри в тому, що її ігровий процес регулюється простими правилами та відбувається на гексагональній сітці. Протиборчі сили в грі складаються з переважно еквівалентних юнітів. Ігролад дещо ускладнюється додаванням «таємних союзників», розкриття яких може змінити хід гри.

## Ігровий процес

### Фракції
Фракції гри включають дві основні протиборчі сили: героїчний Союз Вільних Націй, який можна порівняти з ООН, і лиходійську Примарну Лігу — групу військових організацій і корпорацій, які таємно співпрацюють між собою. Підрозділи, які використовує кожна зі сторін, є рівноцінними, без суттєвих тактичних відмінностей. Однак, хоча обидві сторони можуть вибирати з однакового набору юнітів, правила гри допускають широкий спектр стратегій, і опоненти не зобов'язані обирати однакові стратегії.

### Планети, країни та альянси
Гравці можуть обрати будь-який з шести географічних типів — від замерзлих, засніжених ландшафтів до тропічних райських куточків. На кожній карті представлено щонайменше десять країн, з щонайменше чотирма союзниками для кожного з двох опонентів. Країни поділяються на три категорії:
- нерозкритий (таємний) союзник
- розкритий союзник
- справжній нейтрал

Оскільки жодна сторона не розкриває всіх своїх союзників одразу, гравці стикаються з проблемою вибору місця розташування військ на мінливому геополітичному полі бою.

## Серія
Massive Assault — серія відеоігор, в яку входять наступні ігри:
1. Massive Assault (2003)
2. Massive Assault Network (2004)
3. Massive Assault: Phantom Renaissance (2005)
4. Massive Assault Network 2 (2006)